# Noord-Amis
Noordelijk Amis, ook Nanshi Amis, is een dialect van het Amis. Dit dialect wordt net zoals de andere dialecten van het Amis en de andere talen van de Formosaanse taalfamilie uitsluitend op het Aziatische eiland Taiwan gesproken, het Noorders Amis meer bepaald op een klein gebied ten zuiden van de kuststad Hualien.

## Classificatie
- Austronesische talen
  - Oost-Formosaanse talen
    - Centrale talen
      - Amis
        - Noorders Amis

Centraal-Amis · Chengkung-Kwangshan · Noord-Amis · Tavalong-Vataan · Zuid-Amis